# Haysam Ali
Haysam Ali (San Paolo, 10 maggio 1988) è un attore brasiliano.
È diventato noto per aver interpretato il serial killer soprannominato il “Vampiro di Niterói” e per il suo ruolo da protagonista nel film Play del 2024, in cui ha dato vita al personaggio Henry Costa. All'inizio della sua carriera, ha lavorato nella promozione di eventi e nel marketing digitale, oltre ad aver partecipato al reality show A Fazenda de Verão (2012).

## Biografia
Haysam Ali è nato nella metropoli brasiliana di San Paolo, il 10 maggio 1988. Suo padre è libanese mentre sua madre è brasiliana.
Nel 2022, si è diplomato presso lo Stella Adler Studio of Acting a Los Angeles.

## Carriera
Haysam Ali ha iniziato la sua carriera come promoter di eventi nel 2009.Ha ideato un circuito di feste nella sua città natia chiamato “Circuito Velvet Club” e ha organizzato il primo evento LGBTQA+ al Buddha Bar, nell’ex edificio di Daslu,con la partecipazione della DJ Samantha Ronson. In seguito, ha trasformato l’eliporto dell’Hotel Tivoli Mofarrej in una pista da ballo. 
Nel 2010, Ali è stato coinvolto nella realizzazione di una petizione e nella raccolta di 100.000 firme per portare Lady Gaga in Brasile. Due anni dopo, Ali è stato invitato a far parte del cast del reality show Fazenda de Verão.Ha lasciato il programma dopo 43 giorni nella casa a causa di problemi di salute mentale scatenati dallo stress e dalla pressione di subire bullismo durante la sua partecipazione. Nel 2014, ha lanciato un blog su R7.com chiamato Sem Censura, che presentava interviste a celebrità brasiliane, come Ticiane Pinheiro. Il blog aveva il format di un programma televisivo. Nel 2017, si è trasferito a New York, dove ha diretto un’agenzia di marketing digitale, lavorando con marchi come AT&T e Frontier Communications. Nel 2022, si è trasferito a Los Angeles per dedicarsi completamente alla sua carriera di attore, diplomandosi presso lo  Stella Adler Studio of Acting. Dopo due anni, Ali viene scelto per interpretare il ruolo di protagonista in Play, film che tratta la tematica del bullismo. Nello stesso anno, è stato annunciato che avrebbe interpretato l’assassino Marcelo Costa de Andrade, meglio noto come il “Vampiro di Niterói”, in un’opera teatrale a Los Angeles.  L'anno successivo, Haysam ha interpretato il ruolo di Benvolio in un remake di Romeo e Giulietta a Los Angeles.

## Filmografia
- Fazenda de Verão (2012) [22]
- Play (2024) [23]